# Cintractia axicola
Cintractia axicola är en svampart som först beskrevs av Miles Joseph Berkeley, och fick sitt nu gällande namn av Cornu 1883. Cintractia axicola ingår i släktet Cintractia och familjen Anthracoideaceae.   Inga underarter finns listade i Catalogue of Life.